# Посёлок Ишимбаевского карьера
посёлок Ишимбаевского карьера — исчезнувший населённый пункт, входивший в состав Аллагуватского сельсовета Стерлитамакского района БАССР (по данным справочника административно-территориального деления на 1 июня 1952 года). В справочниках АТД 1969 года и более поздних не упоминается. С 1978 года, после упразднения Аллагуватского сельсовета, находится на территории Наумовского сельсовета, вблизи административной границы с городом Ишимбай (посёлок Старый Ишимбай).
Посёлок возник как место проживания рабочих (спецпереселенцев), на разработке песчано-гравийного карьера. В 1949 году переселенцы из посёлка Ишимбаевского карьера начали работать на разработке Белоозёрского карьера в соседнем Гафурийском районе, где также вырос посёлок рабочих, с 2007 года — деревня Луговая.